# Nehorići
Nehorići är ett samhälle i Bosnien och Hercegovina.   Det ligger i entiteten Republika Srpska, i den sydöstra delen av landet, 28 km sydost om huvudstaden Sarajevo. Nehorići ligger 807 meter över havet och antalet invånare är 115.
Terrängen runt Nehorići är huvudsakligen kuperad, men åt sydväst är den bergig. Nehorići ligger nere i en dal. Närmaste större samhälle är Pale, 12,4 km nordväst om Nehorići.
I omgivningarna runt Nehorići växer i huvudsak lövfällande lövskog. Runt Nehorići är det ganska tätbefolkat, med 93 invånare per kvadratkilometer.